# Edward C. Green
Edward C. Green (1944) è un antropologo statunitense.
È dottore in antropologia medica applicata e ricercatore presso l'Harvard School of Public Health.
Tra il 2003 ed il 2007 è stato membro del Presidential Advisory Council on HIV/AIDS, un organo di consulenza sulle questioni relative all'AIDS nominato dall'allora presidente statunitense George W. Bush;
dal 2006 al 2009 ha diretto un progetto a termine sulla prevenzione dell'AIDS presso l'Harvard Center for Population and Development Studies.
È balzato all'attenzione dell'opinione pubblica internazionale quando nel marzo 2009 si è pubblicamente schierato a difesa delle controverse dichiarazioni di papa Benedetto XVI in materia di lotta all'AIDS.

## Antefatti
Il 17 marzo 2009 papa Benedetto XVI ha dichiarato che la piaga dell'AIDS "non si può superare con la distribuzione di preservativi che, al contrario, aumentano il problema". Nella comunità scientifica si è registrata la durissima presa di posizione della rivista Lancet, considerata fra le prime cinque riviste mediche al mondo, che in un editoriale del 28 marzo a firma della rivista stessa ha definito quelle parole "oltraggiose ed estremamente inaccurate" e ha accusato Ratzinger di aver "distorto la verità scientifica" al fine "promuovere la dottrina cattolica sul tema".

## L'editoriale sul Washington Post (29 marzo 2009)
Il giorno dopo la pubblicazione dell'editoriale del Lancet, il Washington Post pubblicava un op-ed (ossia un editoriale che non riflette necessariamente le opinioni del comitato editoriale di un giornale) a firma di Green, dal titolo: "The Pope was right".
Nell'incipit dell'articolo Green sostiene che il Papa avrebbe dichiarato che "la distribuzione di preservativi non è di aiuto e può peggiorare le cose"; quindi Green sostiene che "la recente evidenza sperimentale supporta [il Papa]", specificando che alcuni studi (di cui ne cita esplicitamente uno del 2003, cofirmato da Norman Hearst) mostrano che nello scenario africano i preservativi non avrebbero funzionato come mezzo di prevenzione primario; Green aggiunge poi che questa sarebbe una peculiarità dello scenario africano, in quanto le stesse politiche basate sul preservativo avrebbero funzionato nel Sud-Est asiatico; dal suo punto di vista la migliore soluzione per l'Africa sarebbe la spinta verso relazioni sessuali stabili non necessariamente monogame; in conclusione, però, precisa di non essere contrario alla distribuzione di preservativi, che chiunque dovrebbe avere pieno accesso ai preservativi e che la politica legata al preservativo dovrebbe sempre essere mantenuta come strategia di sostegno.

## L'intervista alla BBC (29 marzo 2009)
Lo stesso giorno Green è stato intervistato dal giornalista William Crawley per la BBC per spiegare meglio la sua posizione.
Green esordisce dicendosi d'accordo con il Papa sull'affermazione che la soluzione per il problema africano è nella monogamia e nella fedeltà marziale.

Interrogato su quali sarebbero le evidenze sperimentali a favore dell'idea che il preservativo peggiorerebbe la situazione, Green parla di un'elevata correlazione tra tassi di infezione e disponibilità di preservativi, aggiungendo che la situazione sarebbe simile a quella per cui "ci sono più zanzariere da letto nei paesi con più alti livelli di malaria"; Crawley allora gli chiede se si possa o meno parlare di un nesso causale tra uso dei preservativi ed incremento dei tassi di infezione, e Green risponde che il nesso "potrebbe esserci".

Alla domanda se l'uso del preservativo potrebbe funzionare in altre parti del mondo, Green risponde di sì, anzi afferma che il preservativo dovrebbe sempre essere una strategia di sostegno (backup strategy) nella lotta all'AIDS, anche nello scenario africano, che i preservativi dovrebbero essere sempre accessibili e che la distribuzione di preservativi potrebbe aver realisticamente contribuito a sortire buoni risultati in Uganda (uno dei paesi africani in cui la politica di lotta all'AIDS ha funzionato meglio).

Interrogato sull'idea cattolica di vietare l'utilizzo del preservativo anche all'interno di un matrimonio in cui uno dei partner è infetto, Green esprime la sua contrarietà, e precisa anche di non essere cattolico e di non voler affrontare la questione da un punto di vista etico, ma solo epidemiologico.

Sollecitato da Crawley, Green ammette che il problema in Africa non sarebbe nella distribuzione di preservativi ma nelle insufficienti campagne di educazione al loro corretto uso.

Nel corso dell'intervista Crawley più volte afferma che la posizione di Green e quella del Papa gli sembrano molto diverse ("a world of difference"); in particolare quando Crawley osserva: "lei è a favore dell'uso dei preservativi in Africa; a questo sta semplicemente aggiungendo: bisognerebbe insistere di più sui programmi di astinenza e soprattutto di fedeltà", Green replica: "sì, lei può metterla in questi termini; oppure dire: il Papa ha detto che la distribuzione ed il commercio di preservativi non è la soluzione o la soluzione migliore per l'AIDS in Africa; piuttosto lo è la monogamia e la fedeltà". Quando successivamente Crawley chiede seccamente a Green come possa sostenere nello stesso tempo che i preservativi dovrebbero essere una strategia di supporto e che peggiorerebbero il problema, Green risponde "beh, non continuerei a metterla in questi termini..."; ma quando Crawley lo incalza: "delle due l'una: o peggiorano il problema o devono essere una strategia di sostegno; quale delle due?" Green risponde che se la diffusione del condom non è subordinata ad un'educazione alla sessualità responsabile, alla fedeltà e alla monogamia allora può costituire un elemento che aggrava la diffusione del virus.

## La lettera di Green ed Hearst al Lancet (9 maggio 2009)
Nel maggio 2009, il Lancet ha pubblicato nella sua pagina di corrispondenza una raccolta di lettere, intitolata globalmente "Was the Pope wrong?", in risposta al suo editoriale del 28 marzo 2009; tra queste ve n'è una a firma di Edward Green e Norman Hearst.
Nella loro lettera Green ed Hearst attribuiscono al Papa le parole «i soldi da soli non possono risolvere il problema; inoltre se non c'è una dimensione umana, se gli africani non aiutano con un comportamento responsabile, il problema non può sconfiggersi con la distribuzione di profilattici: al contrario, questi lo aumentano»; riferendosi alla versione ufficiale pubblicata dalla Santa sede.

Quindi i due affermano che in Africa si otterrebbe una più significativa diminuzione dei tassi di infezione per HIV attraverso la riduzione del numero di partner piuttosto che incrementando la disponibilità di preservativi; affermano pure che potrebbe essere possibile che il fenomeno di compensazione dei rischi (ovvero il fenomeno di adottare comportamenti più rischiosi a causa del senso di sicurezza dovuto alle tecnologie di riduzione del rischio) spiegherebbe i tassi di infezione più alti che si riscontrano nelle regioni con più alte disponibilità di preservativi; affermano, infine, che la radice del problema sarebbe il fatto che i preservativi non sono usati in modo coerente ed adeguato.